# Mona Hess

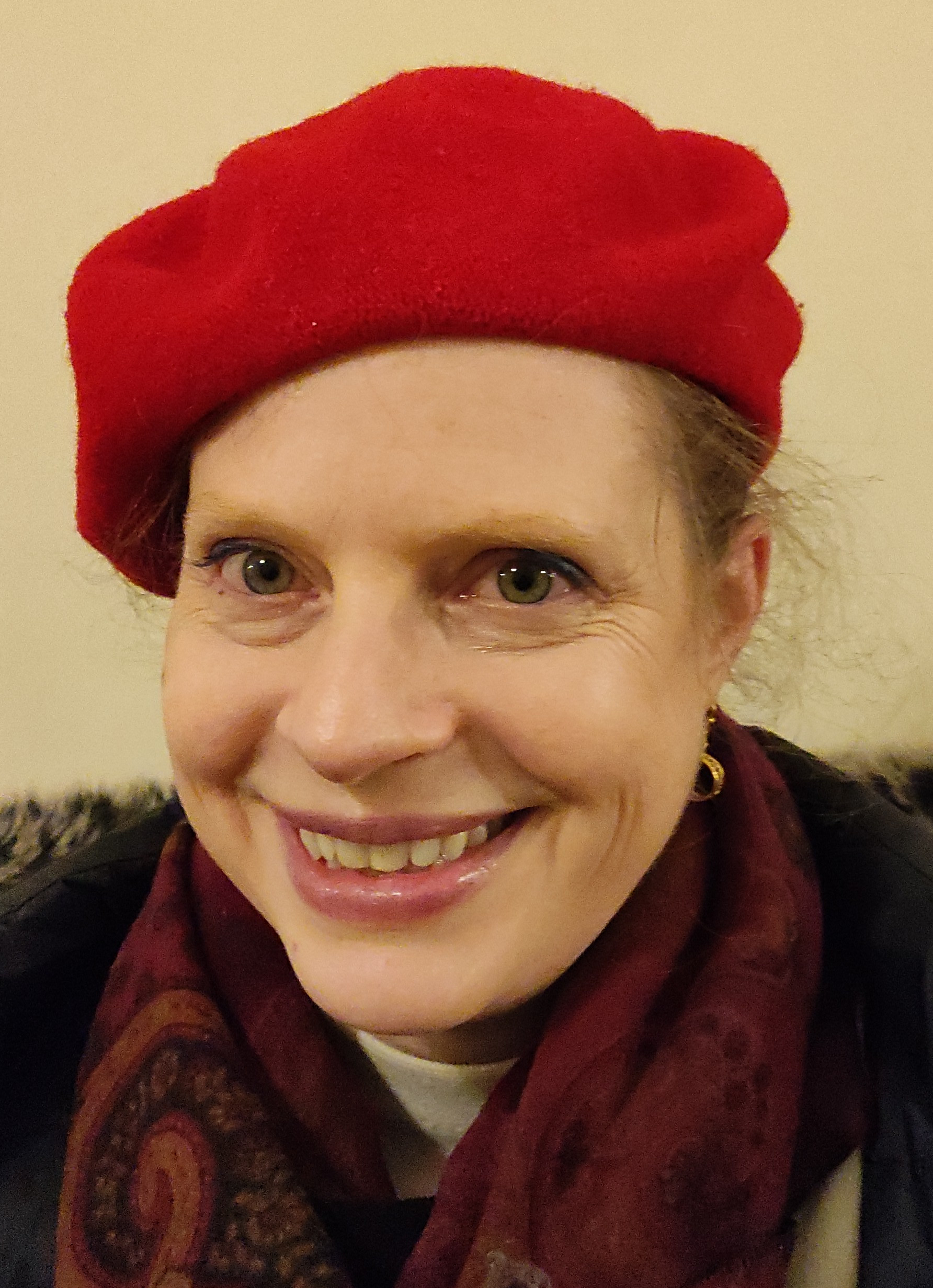
Porträt von Mona Hess (2022)

Mona Valerie Micaela Hess ist eine deutsche Professorin für digitale Denkmaltechnologien.

## Leben
Hess studierte Architektur an der TU München und erwarb 2002 den Titel einer Diplom-Ingenieurin.
Im Anschluss studierte sie Denkmalpflege an der Otto-Friedrich-Universität Bamberg und der Fachhochschule Coburg bis zu ihrem M.A. im Jahr 2005. Zwischen 2008 und 2013 war sie wissenschaftliche Mitarbeiterin im Petrie Museum of Egyptian Archaeology.
Ihre Doktorarbeit mit dem Titel „A metric test object informed by user requirements for better 3D recording of cultural heritage artefacts“ wurde am University College London im Jahr 2015 publiziert.
Seit 2017 ist sie Professorin am Lehrstuhl für Digitale Denkmaltechnologien der Otto-Friedrich-Universität Bamberg. Ihr Forschungsfokus liegt hauptsächlich auf der Anwendung von 3D-Scanverfahren zur Erfassung historischer Gebäude.

## Publikationen (Auswahl)
- Mona Hess: A metric test object informed by user requirements for better 3D recording of cultural heritage artefacts. Dissertation, 2015, Link zur Publikation
- Mona Hess, Stuart Robson, Margaret Serpico, Giancarlo Amati, Ivor Pridden, Tonya Nelson: Developing 3D Imaging Programmes--Workflow and Quality Control. In: Journal on Computing and Cultural Heritage. Band 9, Nr. 1, Februar 2016, S. 1–11, doi:10.1145/2786760